# 波塔韦斯特法利卡
波塔韦斯特法利卡（發音：[ˈpɔʁta vɛstˈfaːlɪka] ⓘ）是德国北莱茵-威斯特法伦州代特莫尔德行政区明登-吕伯克县的城市，面积105.22平方千米，2023年12月31日人口为36,300人。